# Past, Present & Future (Rob Zombie)
Past, Present & Future è un album raccolta del solista Rob Zombie, pubblicato nel 2003.
Include anche un Dvd.

## Tracce
1. Thunder Kiss '65 (White Zombie) – 3:54
2. Black Sunshine (White Zombie) – 4:49
3. Feed the Gods (White Zombie) – 4:30
4. More Human Than Human (White Zombie) – 4:28
5. Super-Charger Heaven (White Zombie) – 3:37
6. I'm Your Boogieman (White Zombie) – 4:27 (KC and the Sunshine Band cover)
7. Hands of Death (Burn Baby Burn) (con Alice Cooper) – 4:12
8. The Great American Nightmare (con Howard Stern) – 3:54
9. Dragula – 3:42
10. Living Dead Girl – 3:22
11. Superbeast – 3:40
12. Feel So Numb – 3:53
13. Never Gonna Stop (The Red Red Kroovy) – 3:10
14. Demon Speeding – 3:44
15. Brick House 2003 (con Lionel Richie & Trina) – 3:48 (The Commodores cover)
16. Pussy Liquor – 4:46
17. Blitzkrieg Bop (Ramones cover) – 2:43
18. Two-Lane Blacktop (Inedito) – 3:02
19. Girl on Fire (Inedito) – 3:29

## Tracce Dvd
1. Thunder Kiss '65
2. More Human Than Human
3. Dragula
4. Living Dead Girl
5. Superbeast
6. Never Gonna Stop (The Red Red Kroovy)
7. Feel So Numb
8. Demonoid Phenomenon - (Inedito)
9. Return of the Phantom Stranger - (Inedito)
10. Spookshow Baby - (Inedito)

## Formazione
- Rob Zombie - voce
- Riggs - chitarra
- Blasko - basso
- Tempesta - batteria, percussioni